# Dorothea av Lothringen
Dorothea av Lothringen , född 1545, död 1621, var en prinsessa av Lothringen. 
Hon var dotter till Frans I av Lothringen och Kristina av Danmark. Hon gifte sig 1575 med hertig Erik II av Braunschweig-Lüneburg och 1597 med Marc de Rye, Marquis de Varambon. Hon spenderade större delen av sitt liv vid det spanska hovet och vid hovet i Lorraine, och hade ett visst inflytande vid båda hoven. 